# Alfred Messel

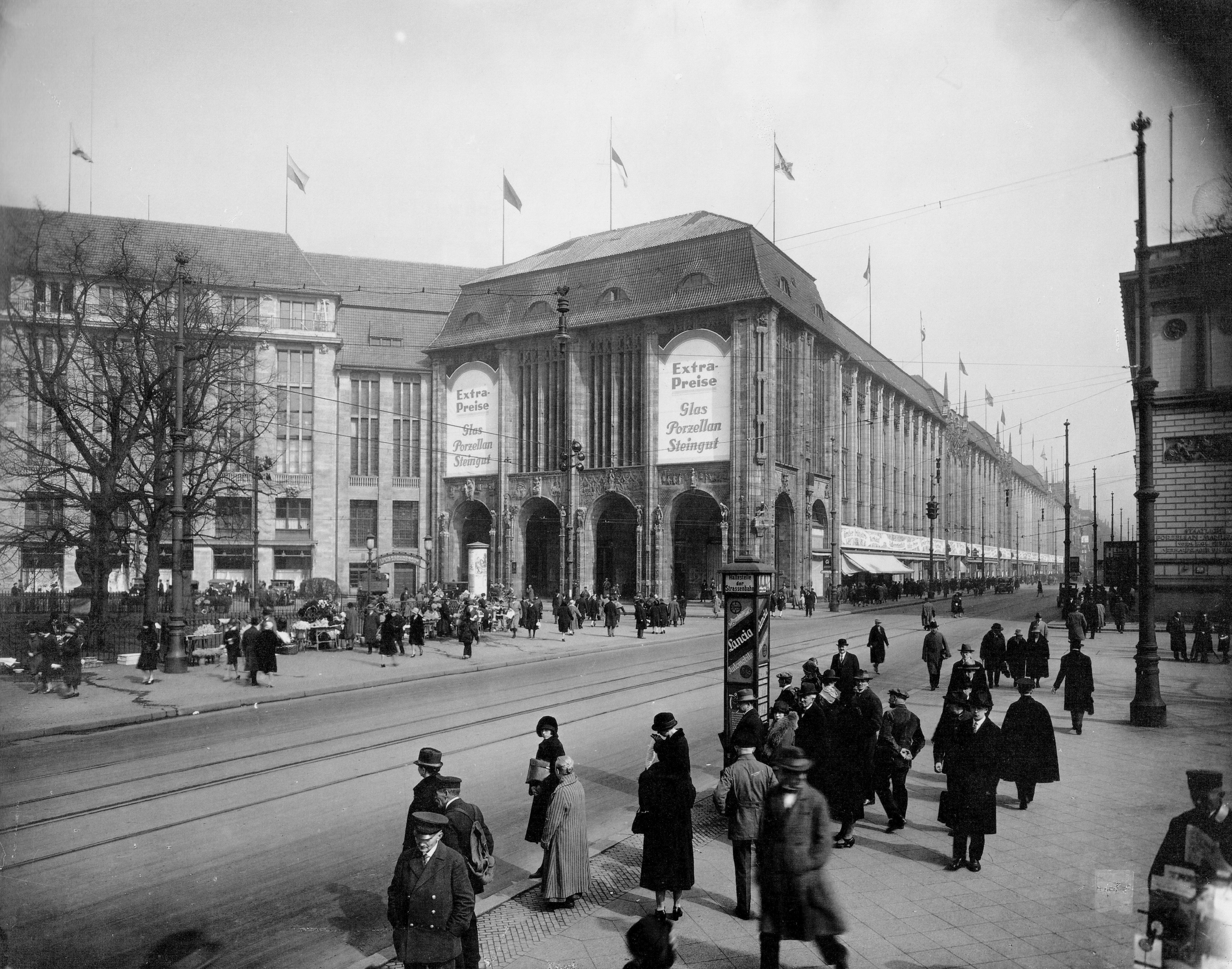
Kaufhaus Wertheim, Leipziger Platz.

Alfred Messel, född 22 juli 1853 i Darmstadt, död 24 mars 1909 i Berlin, var en tysk arkitekt.
I stället för en eklektisk-historisk arkitektur med tyska renässansformer, satte Messel, som var professor vid konstindustrimuseets skola i Berlin, en byggnadskonst, som i anda och former anslöt sig till den vid 1800-talets mitt avbrutna klassicistiska, den nordtyska barocken och nyantiken, Andreas Schlüter, Georg von Knobelsdorff, Carl Gotthard Langhans och Karl Friedrich Schinkel, men samtidigt var modern. Hans första stora verk var Wertheims affärspalats vid Leipzigerstraße i Berlin, (1896), en fasad av smala stenpelare och utbyggda skyltfönster, gotiskt konstruktiv i tankegången, moderniserad barock i enskildheterna. Med denna byggnad löste han det svåra problemet att konstnärligt gestalta storstadsvaruhuset och detta utvidgades senare till att omfatta ett helt kvarter. Andra verk av honom var Schultes konsthandel, Unter den Linden, Nationalbank, Behrenstraße 68 och AEGs byggnad.
För den berlinska börsaristokratin byggde han även ett antal förnäma privatbostäder i staden och dess omgivningar. I dessa framträdde starkt anknytningen till inhemsk nyantik eller barock. Dessa stilarter upptogs även i hans museibyggnader, Darmstadts museum i sin fritt tolkade barockstil, och den av Messel kort före hans bortgång fullbordade, och av Ludwig Hoffmann utförda, planen till Pergamonmuseet på Museumsinsel i Berlin har släktskap med Schinkels Altes Museum.